# Agaricus hondensis
Agaricus hondensis é um fungo que pertence ao gênero de cogumelos Agaricus na ordem Agaricales.